# The Lost Tomb of Jesus
The Lost Tomb of Jesus é um documentário norte-americano de 2007, dirigido por Simcha Jacobovici e James Cameron. Paralelamente, foi lançado um livro de autoria de Cameron intitulado The Jesus Family Tomb. Cameron e Jacobovici haviam lançado em 2006 outro documentário sobre tema religioso, Exodus Decoded.
O documentário apresenta uma investigação sobre uma tumba encontrada em Jerusalém, datada do século I.
O foco inicial da investigação foi a tumba de Talpiot, que data de aproximadamente 2000 anos. Os investigadores concluem que esta tumba guardaria os restos mortais da família de Jesus Cristo, baseados principalmente nas inscrições nas mesmas.
Pesquisas arqueológicas na parte antiga da cidade de Jerusalém encontraram setenta e uma tumbas com a inscrição "Yeshu" (Jesus em aramaico), de um total de novecentas analisadas.

## Inscrições
Dentre as inscrições encontradas destacam-se:
- Jesus filho de Joseph (em aramaico);
- José (um diminutivo de Joseph);
- Maria (em hebraico);
- Judiah (ou Judas), filho de Jesus (em aramaico);
- Mariamne e Mara (Maria de Magdala).

Segundo François Bovon, professor de história da religião na Universidade de Harvard, "Mariamene "ou "Mariamne", era provavelmente o nome real dado a Maria Madalena.